# استخبارات الأرصاد الجوية
استخبارات الأرصاد الجوية هي المعلومات التي يقوم علماء الأرصاد الجوية، وعلماء المناخ، وعلماء المائيات بقياسها، وجمعها، وترجمتها، واستغلالها، وتحليلها، ونشرها لتوصيف الحالة الراهنة و/أو التنبؤ بحالة الغلاف الجوي في المستقبل في مكان معين وزمن معين. وتعد استخبارات الأرصاد الجوية مجموعة فرعية من الاستخبارات البيئية ومرادفًا لمصطلح مخابرات الطقس.

## تاريخ
وقد كان أول استخدام معروف لمصطلح «استخبارات الأرصاد الجوية» في وثيقة خطية يعود تاريخها إلى عام 1854 في صفحة رقم 168 من التقرير السنوي الثامن لمجلس حكام مؤسسة سميثسونيان. ويناقش هذا التقرير مبادرة مؤسسة سميثسونيان لنقل استخبارات الأرصاد الجوية عن طريق خطوط التلغراف. وهناك إشارة قديمة لمصطلح «استخبارات الأرصاد الجوية» في إنجلترا تعود إلى إصدار عام 1866 من إدنبره ريفيو التي كانت إحدى أبرز المجلات الأسكتلندية خلال القرن التاسع عشر (ريف 1866، ص 75). وكذلك استخدام موثق آخر للمصطلح يرجع إلى عام 1874 في تجميع تاريخي بعنوان «السجل التاريخي الأمريكي» (لوسنغ 1874، ص. 125). وفي هذا الكتاب، يستخدم لوسنغ هذا المصطلح للإشارة إلى الملاحظات المناخية التي كان يتم تناقلها عبر خطوط التلغراف بغرض دراسة طبيعة العواصف بجانب الهدف الأساسي المتمثل في تعزيز السلامة العامة من خلال إصدار تحذيرات العواصف. وقد تم تنفيذ هذه المهمة بدءًا من السبعينيات بواسطة إدارة سلاح الإشارة الذي كان مسؤولاً عن اتصالات (عبر التلغراف) الاستخبارات التقنية للجيش وكذلك «استخبارات الأرصاد الجوية» للمصلحة العامة للبلاد (انجرسول 1879، ص 156).
ومن وجهة نظر مجتمع الاستخبارات، يعد مصطلح استخبارات الأرصاد الجوية أكثر محدودية في استخدامه بالإشارة إلى استخدام الوسائل السرية أو التقنية للتعرف على الظروف البيئية لأرض العدو (شولسكي وشميت 2002). وفي السياق العسكري، غالبًا ما يُشار إلى معلومات المناخ بمصطلح الاستخبارات البيئية أو استخبارات الأرصاد الجوية (هينزيلي 1990، ص 420؛ بلات 1957، ص 14؛ الكونغرس الأمريكي، ص 164).
وفيما يتعلق بعلم الأرصاد الجوية في القطاع الخاص، فإن مصطلح استخبارات الأرصاد الجوية يعد مصطلحًا فنيًا واسعًا يرتبط في المقام الأول بمعلومات الطقس المقدمة لصناع القرار في واحد من عدد من مجالات أعمال المناخ الحساسة بما في ذلك: الطاقة، وعلم التحريج، والزراعة، والاتصال عن بعد، والنقل، والطيران، والترفيه، والبيع بالتجزئة، والبناء (الجمعية الكندية للأرصاد الجوية وعلوم المحيطات 2001، ص 23). فهو يعتبر أحد الجوانب الرئيسية في إدارة مخاطر الطقس للصناعات القانونية والمتعلقة بالتأمين.